# Phreatichthys andruzzii
Phreatichthys andruzzii là một loài thuộc họ Cá chép (Cyprinidae). Đây là thành viên của chi đơn loài Phreatichthys, đặc hữu Somalia. Loài cá hang này mù, thân màu trắng (thiếu sắc tố). Nó được cho là đã tiến hóa và thích ứng với môi trường hang trong chừng hai triệu năm. Tên chi bắt nguồn từ tiếng Hy Lạp, ghép từ phreasatos "suối", và ichthys, "cá". Nó đạt chiều dài tối đa 6,2 xentimét (2,4 in).
Đây là động vật đầu tiên được xác định là không điều chỉnh đồng hồ sinh học theo ánh sáng Mặt trời. Nó có một "đồng hồ" riêng, chia thời gian theo từng khoảng dài (đến tận 47 giờ). Nó cũng trơ với mọi kích thích ánh sáng.
Có hai loài cá hang khác ở Somalia: Barbopsis devecchi họ Cá chép và Uegitglanis zammaranoi họ Cá trê.